# Chrastavec
Obec Chrastavec (německy Chrostau) se nachází v okrese Svitavy v Pardubickém kraji. Žije zde 228 obyvatel.

## Historie
První písemná zmínka o obci pochází z roku 1318. Další důležitá data z historie obce:
- 1864 zahájena stavba kostela
- 1874 vysvěcení nově postaveného kostela sv. Jana a Pavla
- 1881 vybudován v blízkosti kostela hřbitov s márnicí
- 1882 kostel zvětšen o věž se dvěma zvony
- 1916 odvezeny dva zvony z kostela pro vojenské účely
- 1920 zakoupen nový zvon do věže kostela
- 1948 vymalován kostel
- 1958 obnovení vnějších fasád kostela
- 1976 zakoupeny nové dva zvony zhotovené firmou Ditrichová v Brodku u Přerova

Historicky obec patřila do Čech, nicméně její současné katastrální území zahrnuje po změnách z roku 1988, kdy došlo k úpravě hranice s Moravskou Chrastovou a Chrastovou Lhotou, při níž byla hranice Chrastavce s oběma sousedními katastry částečně narovnána, i území, které patřívalo k Moravě. Při této změně byly od Moravské Chrastové připojeny například parcely č. 864, 865 a 866, pro změnu jiné parcely byly připojeny k Moravské Chrastové a Chrastové Lhotě.

## Pamětihodnosti
- pomník Josefu Janků v blízkosti kostela s nápisem: „prof. MUDr. Josef Janků / rodák z Chrastavce / nar. 24.7.1886 zemř. 30.6.1963 / profesor očního lékařství Univerzity Karlovy / přednosta oční kliniky / FN na Královských Vinohradech / objevitel toxoplasmozy / dobrodinec místního kostela“
- Kostel Nejsvětější Trojice. Se stavbou kostela bylo započato v roce 1864 v novorenesančním slohu, projektován byl stavitelem Gerlichem z Březové nad Svitavou. Rozměry kostela jsou 25 m (výška) a 24 m (délka), vysvěcen byl v roce 1874.[7]
- železný kříž před vchodem do kostela s letopočty 1880 a 1994 (v zadní části) s nápisem a vyobrazením sv. Floriána
- pomník obětem světové války 1914–1918 uprostřed obce s uvedenými jmény: J. Bauer, L. Bauer, J. Bauer, J. Cirl, V. Cupal, J. Holků, J. Holků, F. Dvořák, J. Janků, J. Klusák, J. Lukáš, A. Petruželka, J. Petruželka, F. Portl, A. Portl, J. Holek, J. Hořínek, P. Hořínek.
- roubená stavení, statky, portál z roku 1870 u čp. 41, portál s iniciálami J. Ch. z roku 1886 u čp. 1

## Galerie

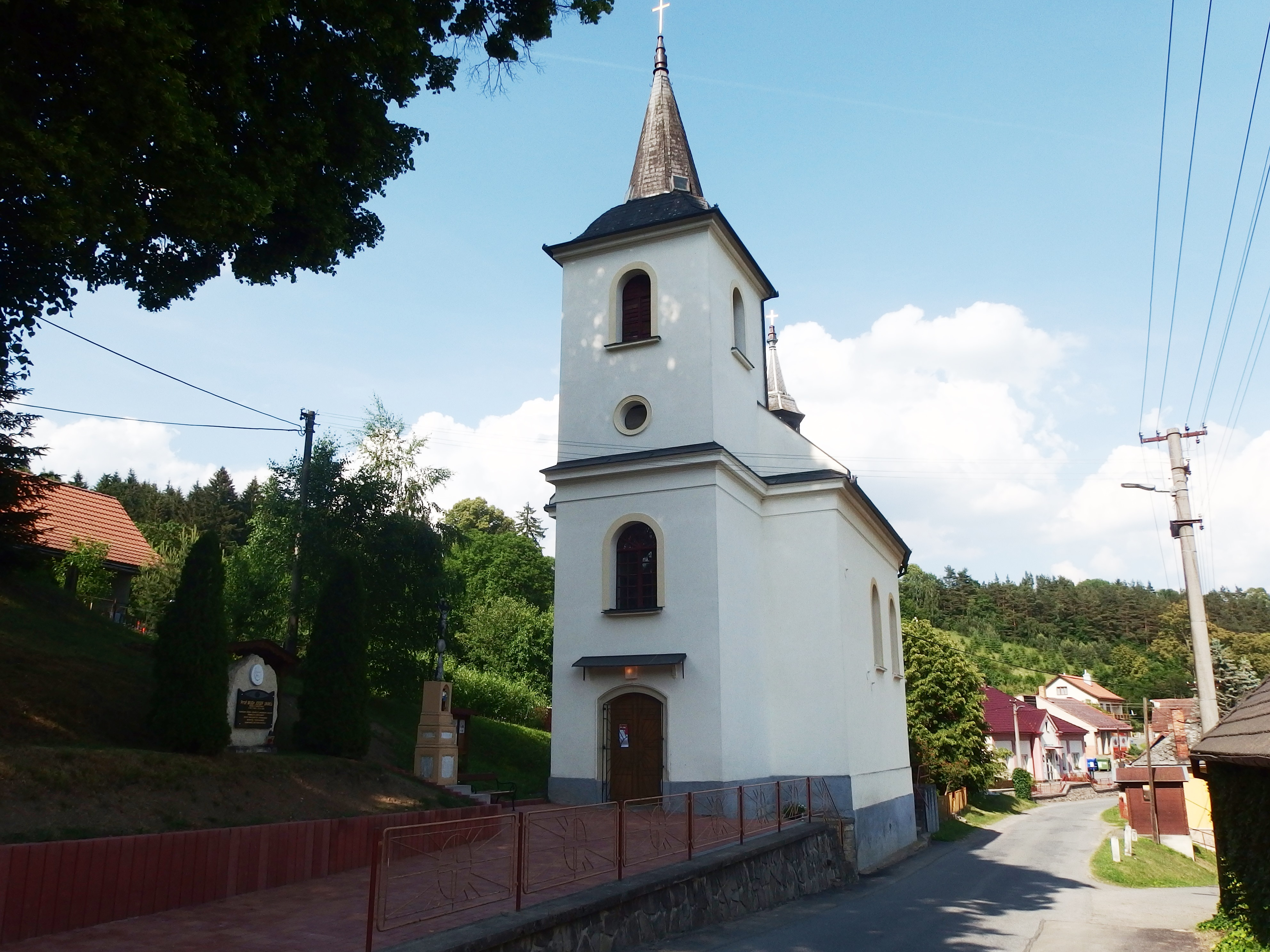
Kostel Nejsvětější Trojice
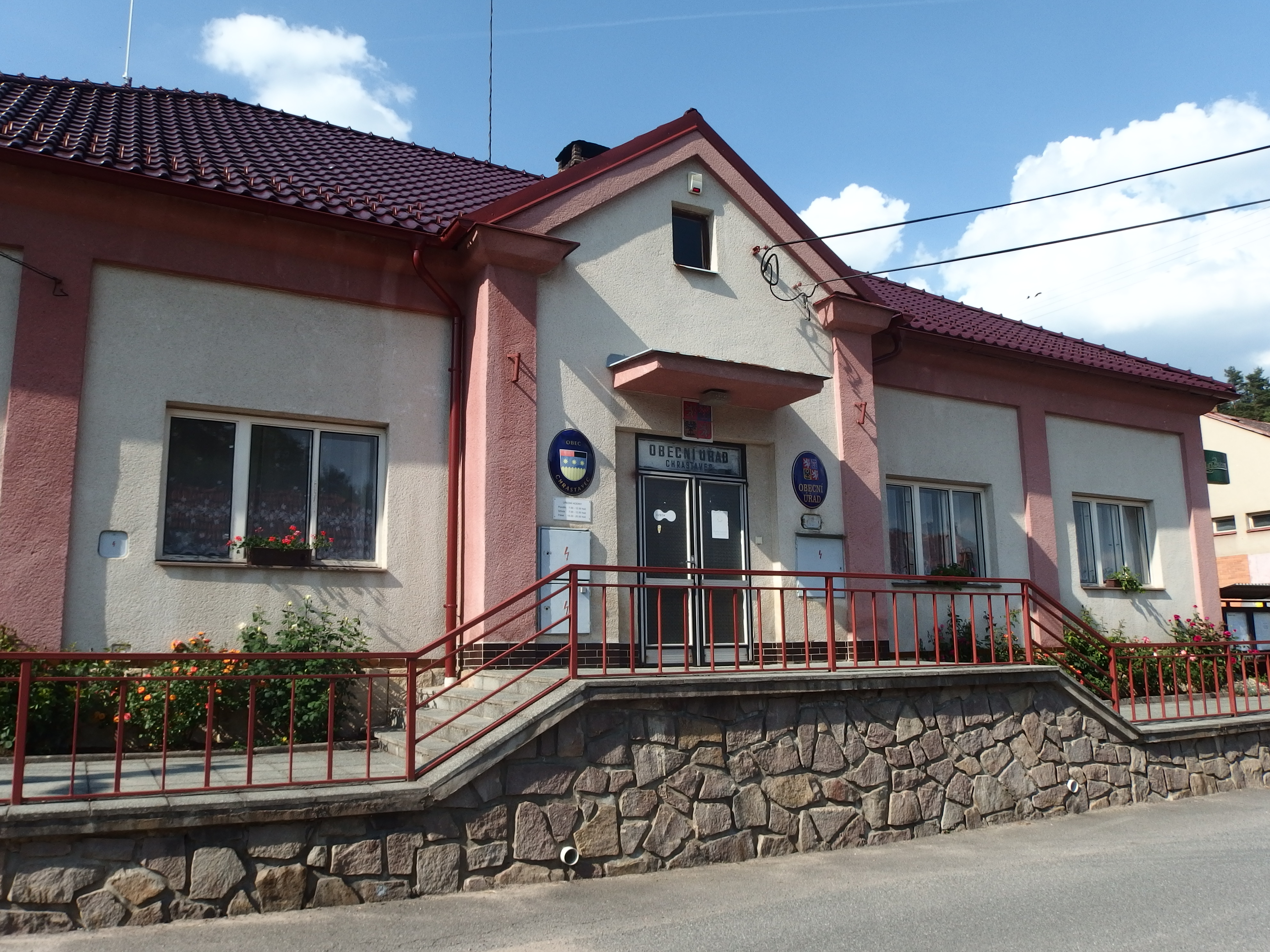
Obecní úřad
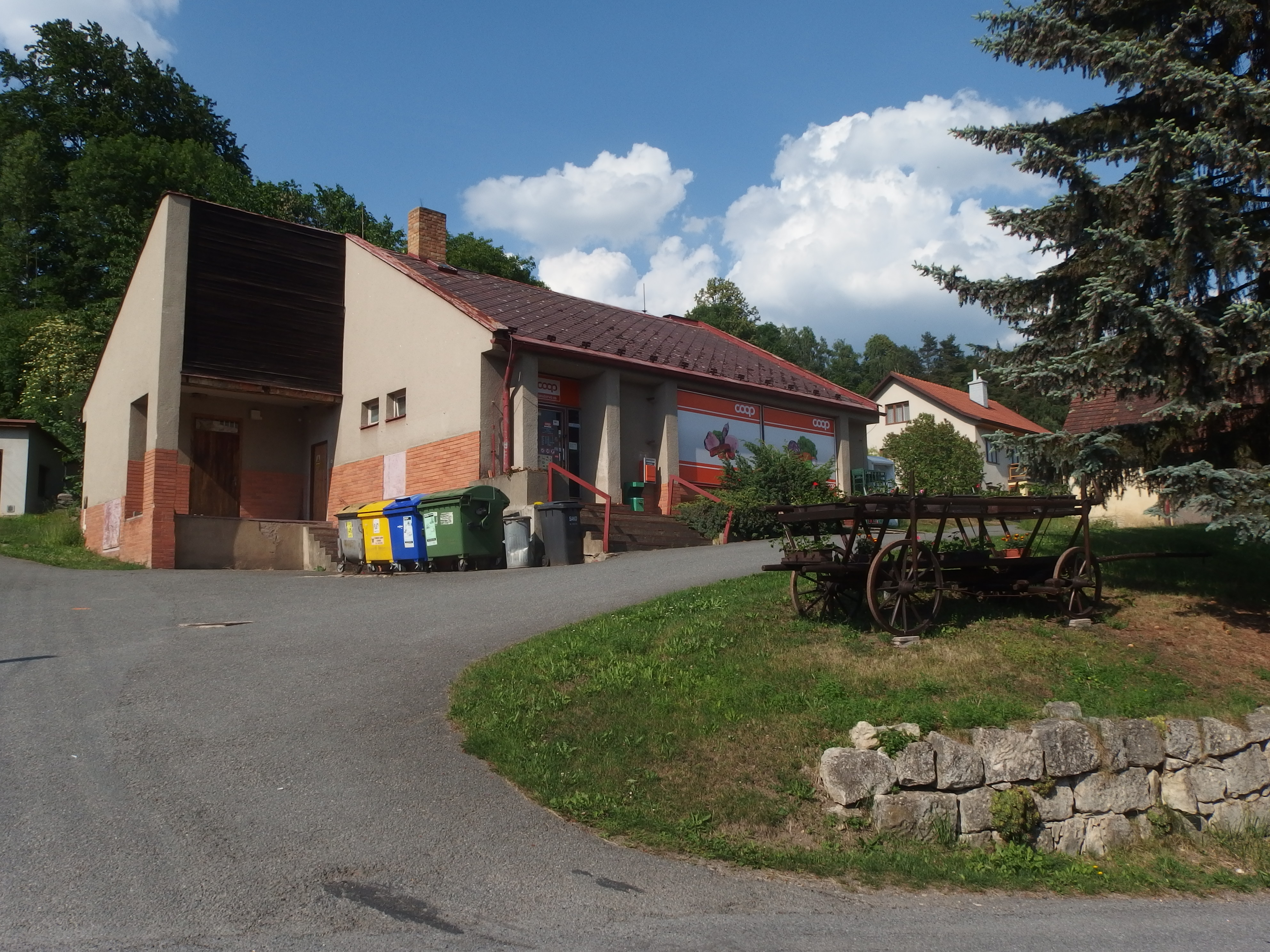
Prodejna Coop
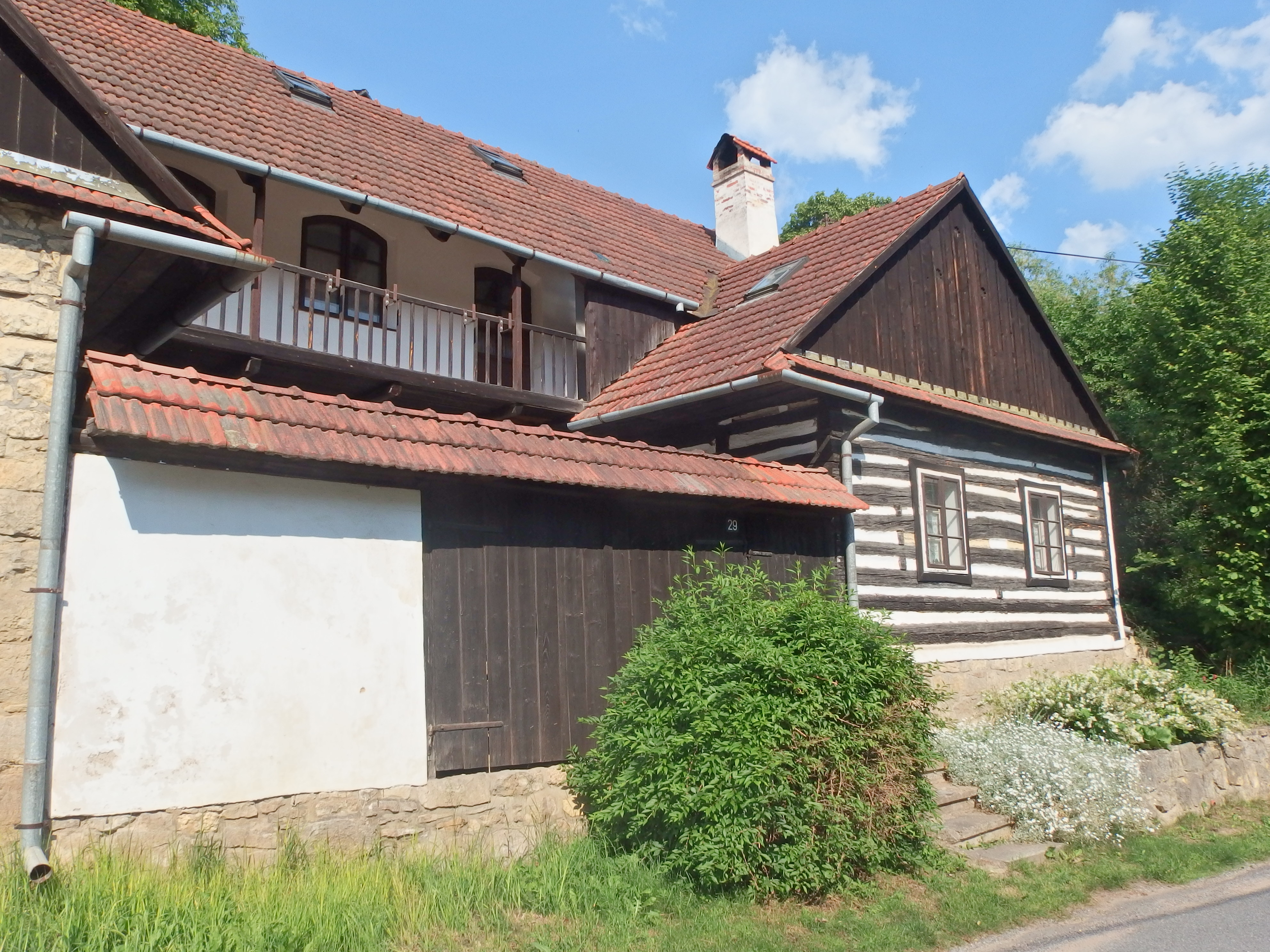
Usedlost č. p. 29

## Části obce
- Chrastavec
- Půlpecen